# María Isabel Sá Monteiro
María Isabel Sá Monteiro est une joueuse internationale portugaise de rink hockey. 

## Palmarès
En 2016, elle participe au championnat du monde.

## Référence
1. ↑  (es) PRESELECCIÓN PARA EL MUNDIAL